# Robert Kirby
Robert „Bob“ Kirby (* 2. Februar 1925 in Los Angeles; † 13. April 2005 in San Diego) war ein US-amerikanischer Automobilrennfahrer.

## Karriere
Robert Kirby war fast vier Jahrzehnte als Sportwagenpilot in Nordamerika aktiv. Seinen ersten Renneinsatz hatte er 1957 bei einem Sportwagenrennen in Santa Barbara. Im Starterfeld befanden sich Fahrer wie Ken Miles (der das Rennen auf einem Porsche 550 RS Spyder gewann), Bob Drake und John Lawrence. Bei seinem letzten Rennstart, dem 24-Stunden-Rennen von Daytona 1993 fuhr der gegen bekannte und erfolgreiche Sportwagenpiloten der frühen 1990er-Jahre. In Daytona siegten 1993 P. J. Jones, Rocky Moran und Mark Dismore auf einem Eagle MkIII von Dan Gurneys All American Racers Team.
Kirby, der seine vielen Renneinsätze meist selbst finanzierte, bestritt seine Rennen fast ausschließlich mit Rennfahrzeugen der Marke Porsche. Nach ersten Jahren bei regionalen Rennen begann er ab den frühen 1960er-Jahren auch in der SCCA-Sportwagenserie an den Start zu gehen. Kirby konnte in seiner Karriere drei Gesamtsiege feiern. Alle drei bei den erwähnten regionalen Sportwagen-Meisterschaftsläufen.
Bei den großen internationalen Sportwagenrennen waren seine größten Erfolge der siebte Rang im Schlussklassement beim 12-Stunden-Rennen von Sebring 1968 und der neunte Endrang beim 24-Stunden-Rennen von Le Mans 1979.

## Statistik

### Le-Mans-Ergebnisse
| Jahr | Team                                     | Fahrzeug                | Teamkollege    | Teamkollege   | Platzierung | Ausfallgrund       |
| ---- | ---------------------------------------- | ----------------------- | -------------- | ------------- | ----------- | ------------------ |
| 1977 | Wynn’s International                     | Porsche 911 Carrera RSR | Dennis Aase    | John Hotchkis | Rang 20     |                    |
| 1978 | Brad Frisselle Racing                    | Chevrolet Monza         | Brad Frisselle | John Hotchkis | Ausfall     | Zylinder überhitzt |
| 1979 | Wynn’s International Dick Barbour Racing | Porsche 935/78          | Bob Harmon     | John Hotchkis | Rang 9      |                    |
| 1980 | Wynn’s International Dick Barbour Racing | Porsche 935K3           | Bob Harmon     | Mike Sherwin  | Ausfall     | Unfall             |

### Sebring-Ergebnisse
| Jahr | Team                         | Fahrzeug            | Teamkollege   | Teamkollege   | Platzierung            | Ausfallgrund |
| ---- | ---------------------------- | ------------------- | ------------- | ------------- | ---------------------- | ------------ |
| 1967 | Bursch Tuned Exhaust         | Porsche 911S        | Alan Johnson  |               | Rang 9 und Klassensieg |              |
| 1968 | Don Burns V.W.               | Porsche 911S        | Alan Johnson  |               | Rang 7 und Klassensieg |              |
| 1971 | Bozzani Porsche Inc.         | Porsche 911S        | John Hotchkis |               | Rang 20                |              |
| 1972 | Bozzani Porsche Audi Inc.    | Porsche 914/6       | John Hotchkis |               | Rang 15                |              |
| 1975 | Johnson-Bozzoni Porsche-Audi | Porsche 914/6       | John Hotchkis | Len Jones     | Ausfall                | Defekt       |
| 1976 | Max Dial Porsche-Audi        | Porsche 914/6       | John Hotchkis | Len Jones     | Rang 14                |              |
| 1977 | Kirby-Hitchcock Racing       | Porsche 914/6       | John Hotchkis |               | Ausfall                | Defekt       |
| 1978 | Wynn’s International         | Porsche 911S        | John Hotchkis | Dennis Aase   | Ausfall                | Mechanik     |
| 1979 | Personalized Porsche         | Porsche 914/4       | Wayne Baker   | Tom Winters   | Rang 20                |              |
| 1983 | Weld Fixturing               | Porsche Carrera RSR | Phil Byrd     | Freddy Baker  | Rang 32                |              |
| 1985 | Kendall Racing               | Porsche 935K3/80    | John Hotchkis | Chuck Kendall | Rang 8                 |              |

### Einzelergebnisse in der Sportwagen-Weltmeisterschaft
| Saison | Team                                                                | Rennwagen                                   | 1   | 2   | 3   | 4   | 5   | 6   | 7   | 8   | 9   | 10  | 11  | 12  | 13  | 14  | 15  | 16  | 17  |
| ------ | ------------------------------------------------------------------- | ------------------------------------------- | --- | --- | --- | --- | --- | --- | --- | --- | --- | --- | --- | --- | --- | --- | --- | --- | --- |
| 1967   | Bursch Tuned                                                        | Porsche 911                                 | DAY | SEB | MON | SPA | TAR | NÜR | LEM | HOK | MUG | BRH | CCE | ZEL | OVI | NÜR |     |     |     |
| 1967   | Bursch Tuned                                                        | Porsche 911                                 | 9   |     |     |     |     |     |     |     |     |     |     |     |     |     |     |     |     |
| 1968   | Don Burns                                                           | Porsche 911                                 | DAY | SEB | BRH | MON | TAR | NÜR | SPA | WAT | ZEL | LEM |     |     |     |     |     |     |     |
| 1968   | Don Burns                                                           | Porsche 911                                 | 7   |     |     |     |     |     |     |     |     |     |     |     |     |     |     |     |     |
| 1971   | Bozzani Porsche                                                     | Porsche 911                                 | BUA | DAY | SEB | BRH | MON | SPA | TAR | NÜR | LEM | ZEL | WAT |     |     |     |     |     |     |
| 1971   | Bozzani Porsche                                                     | Porsche 911                                 | 20  |     |     |     |     |     |     |     |     |     |     |     |     |     |     |     |     |
| 1972   | Bozzani Porsche                                                     | Porsche 914                                 | BUA | DAY | SEB | BRH | MON | SPA | TAR | NÜR | LEM | ZEL | WAT |     |     |     |     |     |     |
| 1972   | Bozzani Porsche                                                     | Porsche 914                                 | 15  |     |     |     |     |     |     |     |     |     |     |     |     |     |     |     |     |
| 1975   | Bozzoni Porsche                                                     | Porsche 914                                 | DAY | MUG | DIJ | MON | SPA | PER | NÜR | ZEL | WAT |     |     |     |     |     |     |     |     |
| 1975   | Bozzoni Porsche                                                     | Porsche 914                                 | 36  |     |     |     |     |     |     |     |     |     |     |     |     |     |     |     |     |
| 1977   | Kirby-Hitchcock Racing                                              | Porsche 914                                 | DAY | MUG | DIJ | MON | SIL | NÜR | VAL | PER | WAT | EST | LEC | MOS | IMO | SAL | BRH | HOK | VAL |
| 1977   | Kirby-Hitchcock Racing                                              | Porsche 914                                 | 52  |     |     |     |     |     |     |     |     |     |     |     |     |     |     |     |     |
| 1978   | Wynn’s International Brad Frisselle Racing                          | Porsche 911 Chevrolet Monza                 | DAY | SEB | MUG | TAL | DIJ | SIL | NÜR | LEM | MIS | DAY | WAT | VAL | ROD |     |     |     |     |
| 1978   | Wynn’s International Brad Frisselle Racing                          | Porsche 911 Chevrolet Monza                 | 58  | DNF |     |     |     |     |     | DNF |     |     |     |     |     |     |     |     |     |
| 1979   | Casablanca Fan Personalized Porsche Cerwin-Vega Dick Barbour Racing | Porsche Carrera RSR Porsche 914 Porsche 935 | DAY | SEB | MUG | TAL | DIJ | RIV | SIL | NÜR | LEM | PER | DAY | WAT | SPA | BRH | ROA | VAL | ELS |
| 1979   | Casablanca Fan Personalized Porsche Cerwin-Vega Dick Barbour Racing | Porsche Carrera RSR Porsche 914 Porsche 935 | 36  | 20  |     |     |     | 11  |     |     | 9   |     |     | 12  |     |     |     |     |     |
| 1980   | Moana Kirby-Hitchcock Racing Dick Barbour Racing                    | Porsche Carrera RSR Porsche 935             | DAY | BRH | SEB | MUG | MON | RIV | SIL | NÜR | LEM | DAY | WAT | SPA | MOS | ROA | VAL | DIJ |     |
| 1980   | Moana Kirby-Hitchcock Racing Dick Barbour Racing                    | Porsche Carrera RSR Porsche 935             | 55  |     | DNF |     |     |     |     |     | DNF |     |     |     |     |     |     |     |     |
| 1981   | Kirby Hitchcock Racing Casa Blanca Fan                              | Porsche Carrera RSR                         | DAY | SEB | MUG | MON | RIV | SIL | NÜR | LEM | PER | DAY | WAT | SPA | MOS | ROA | BRH |     |     |
| 1981   | Kirby Hitchcock Racing Casa Blanca Fan                              | Porsche Carrera RSR                         | 32  |     |     |     | 16  |     |     |     |     |     |     |     |     |     |     |     |     |